# أبو الحسن جعفري
أبو الحسن جعفري (21 يوليو 1990 نور آباد إيران - ) هو لاعب كرة قدم إيراني، يلعب كمدافع، ولعب 99 مباراة.

## مسيرته

### مسيرته مع الأندية
- 2007 - 2013 لعب مع نادي سباهان أصفهان 51 مباراة.
- 2009 - 2015 لعب مع نادي ملوان 35 مباراة.
- 2013 - 2014 لعب مع نادي فولاد خوزستان 13 مباراة.